# Shozo Fujii
Shozo Fujii –en japonés, 藤猪 省太, Fujii Shozo– (11 de mayo de 1950) es un deportista japonés que compitió en judo. Ganó cuatro medallas de oro en el Campeonato Mundial de Judo entre los años 1971 y 1979, y dos medallas de oro en el Campeonato Asiático de Judo de 1974.

## Palmarés internacional
| Campeonato Mundial  | Campeonato Mundial   | Campeonato Mundial | Campeonato Mundial |
| Año                 | Lugar                | Medalla            | Categoría          |
| ------------------- | -------------------- | ------------------ | ------------------ |
| 1971                | Ludwigshafen (RFA)   | Medalla de oro     | –80 kg             |
| 1973                | Lausana (Suiza)      | Medalla de oro     | –80 kg             |
| 1975                | Viena (Austria)      | Medalla de oro     | –80 kg             |
| 1979                | París (Francia)      | Medalla de oro     | –78 kg             |
| Campeonato Asiático |                      |                    |                    |
| Año                 | Lugar                | Medalla            | Categoría          |
| 1974                | Seúl (Corea del Sur) | Medalla de oro     | –80 kg             |
| 1974                | Seúl (Corea del Sur) | Medalla de oro     | Abierta            |